# Cutervo (província)
Cutervo é uma província do Peru localizada na região de Cajamarca. Sua capital é a cidade de Cutervo.

## Distritos da província
- Callayuc
- Choros
- Cujillo
- Cutervo
- La Ramada
- Pimpingos
- Querocotillo
- San Andrés de Cutervo
- San Juan de Cutervo
- San Luis de Lucma
- Santa Cruz
- Santo Domingo de La Capilla
- Santo Tomás
- Socota
- Toribio Casanova